# 鋸額背腳蟹
鋸額背腳蟹（学名：Notosceles serratifrons）为蛙蟹科背腳蟹屬下的一个种。